# Олександр Єльцов
Олександр Єльцов (26 липня, Хмельницький, Україна) — український журналіст, ведучий теле- і радіопрограм, диктор. Ведучий міжрегінальної ранкової телепрограми Ранок на Суспільному на регіональних каналах НСТУ. Від часу повномасштабного вторгнення Росії на територію України 24 лютого 2022 року став одним з ведучих телемарафону «Суспільне. Спротив»

## Біографія і освіта
Народився 26 грудня 1987 року у м. Хмельницький, Україна. 2005-го року закінчив Хмельницький ліцей № 17, паралельно відвідував і закінчив Хмельницьку дитячу школу мистецтв за класом народно-сценічна хореографія.

## Кар'єра

### Початок кар'єри у Хмельницькому
У 2009 році під час навчання в Хмельницькому національному університеті працював журналістом та ведучим новин на місцевому кабельному телеканалі «КраяниTV». Після закриття телеканалу у 2010 році, почав працювати журналістом і ведучим новин на телебаченні та радіо Хмельницької обласної державної телерадіокомпанії «Поділля-центр» (нині це регіональна філія Суспільного мовлення UA: Поділля). Того ж 2010 року Єльцов став одним з ведучих новоствореної телепрограми «Ранок на Поділлі» у трійці з Юлією Соколовою та Олексієм Єленковим.

### СТБ
На початку 2013-го року переїхав до Києва і почав працювати журналістом та сценаристом проєктів Битва екстрасенсів та Слідство ведуть екстрасенси на телеканалі СТБ.

### Канал Україна
У січні 2014 року перейшов на канал Україна на телепрограму «Ранок з Україною», де працював кореспондентом: знімав актуальні сюжети, робив прямі ввімкнення, був сценаристом рубрик:
- «Історії кохання» — про історії знайомства та життя різних людей;
- «Моя історія» — про історії успіху людей і подолання випробувань;
- «Історії зірок» — інтерв'ю з українськими знаменитостями;
- «Розстріляне відродження»[6], присвяченої поколінню українських культурних діячів, які були знищені під час репресій у 1920-30х роках. Канал Україна запустив сайт присвячений цій рубриці під назвою «Воскресіння Розстріляного відродження».[7] Пізніше на базі сюжетів було створено повнометражний документальний фільм «Воскресіння Розстріляного відродження»[8].

На каналі Україна також працював диктором (голосом за кадром) проєктів Ранок з Україною, Зірковий шлях, Кулінарна академія Олексія Суханова.

### Європейська волонтерська служба
У середині 2016-го року зробив перерву в телевізійній кар'єрі та присвятив себе волонтерству і роботі з молоддю. На рік Єльцов став волонтером Європейської волонтерської служби у громадській організації «Центр молодіжної співпраці» (пол. Centrum Współpracy Młodzieży) у місті Гдиня на півночі Польщі.
Впродовж року Єльцов разом з працівниками організації та волонтером з Іспанії організовував тренінги та освітні зустрічі в Поморському воєводстві Польщі для молоді з України, Молдови та Білорусі. Займався соціальними мережами організації, а також у співпраці з волонтером відеографом з Іспанії знімав короткі документальні матеріали про діяльність громадських організацій польського міста Гдиня.

### Reuters
Після завершення волонтерського проєкту у червні 2017-го року, повернувся в журналістику. Він отримав посаду новинного продюсера в британській агенції новин Reuters з головним офісом у Лондоні, Великобританія. Працював у відділі обробки користувацького контенту. Англійською цей контент називається user-generated content або UGC. Відділ займався пошуком і перевіркою візуальних матеріалів очевидців різноманітних подій: стихійні лиха, військові конфлікти, протести, техногенні катастрофи, вірусні відео. Один з його найпопулярніших репортажів — про зіткнення двох круїзних лайнерів у мексиканському порті.

### Суспільне мовлення (НСТУ)
У серпні 2020-го, пройшовши кілька етапів відбору, став одним з ведучих новоутвореної ранкової міжрегіональної телепрограми «Ранок на Суспільному». Задля цього, Єльцов повернувся до України після чотирьох років життя за кордоном.
Одним з оновлень другого сезону ранкового шоу «Ранок на Суспільному» стало те, що ведучі окрім основного випуску почали вести авторські рубрики. Він створює рубрику «Критичне мислення» про те, як не пійматися на неправдиві новини і маніпуляцію в ЗМІ та соцмережах.
На Суспільному Єльцов також працює голосом за кадром для Координаційного центру мовлення національних меншин: начитує міжпрограмні відеоролики про національні спільноти і закадровий текст для деяких проєктів центру.

## Спецпроєкти

### Академія Суспільного мовлення
З 8 по 12 листопада 2021 року він був тренером Дитячої академія суспільного мовлення — PMA Juniors і провів безкоштовний онлайн-марафон «Ведучий ранкового шоу» для дітей та підлітків 12–14 років, які цікавляться темою медіа. На тренінгу розповідали, без чого не обійтися ведучому та про лайфхаки професії: журналістські стандарти та етику, майстерність написання повного, збалансованого і лаконічного тексту, а також про те, що відбувається за лаштунками ранкового шоу та що краще одягнути для телевізійної зйомки.

### ADAMI Media Prize 2021
У грудні 2021-го року його обрали ведучим конкурсу проєктів про культурне розмаїття ADAMI Media Prize 2021. Пітчінг проєктів про важливість толерантності, життя етнічних спільнот, гострі теми проблем мігрантів транслювався наживо з Тбілісі, столиці Грузії 10 грудня 2021 року одночасно у шести країнах: Україні, Грузії, Азербайджані, Молдові, Білорусі та Вірменії.
Провів ефір з Грузії англійською мовою разом з Лікою Евгенідзе, телеведучою суспільного мовника Грузії.
Наприкінці грудня 2021 року був модератором онлайн-дискусії ADAMI про те, як поєднання різноманітних культур впливає на мистецтво. У дискусії взяли участь грузинсько-український музичний гурт Дуду і Лала, режисер і продюсер Ярослав Коротков та хореографиня Ольга Семьошкіна.

### Суспільний код 2022
19 січня 2022 року в Будинку звукозапису Українського радіо він у парі з ведучою Радіо Промінь Анною Заклецькою став ведучим першої відзнаки НСТУ «Суспільний код-2022». Премію організували до п'ятиріччя Суспільного мовника в Україні, де нагородили найкращі проєкти та працівників року. Також відзначили міжнародних партнерів, які допомагали мовнику в його становленні.